# Contrada San Bernardino
La contrada San Bernardino è una delle otto contrade in cui è divisa la città lombarda di Legnano. Situata nella zona "oltre stazione" (cioè ad ovest della ferrovia Domodossola-Milano), a sud-ovest della città, è una delle contrade legnanesi più estese. Partecipa annualmente al palio di Legnano ed è stata istituita in occasione dell'organizzazione della festa del Carroccio (1932).

## Storia

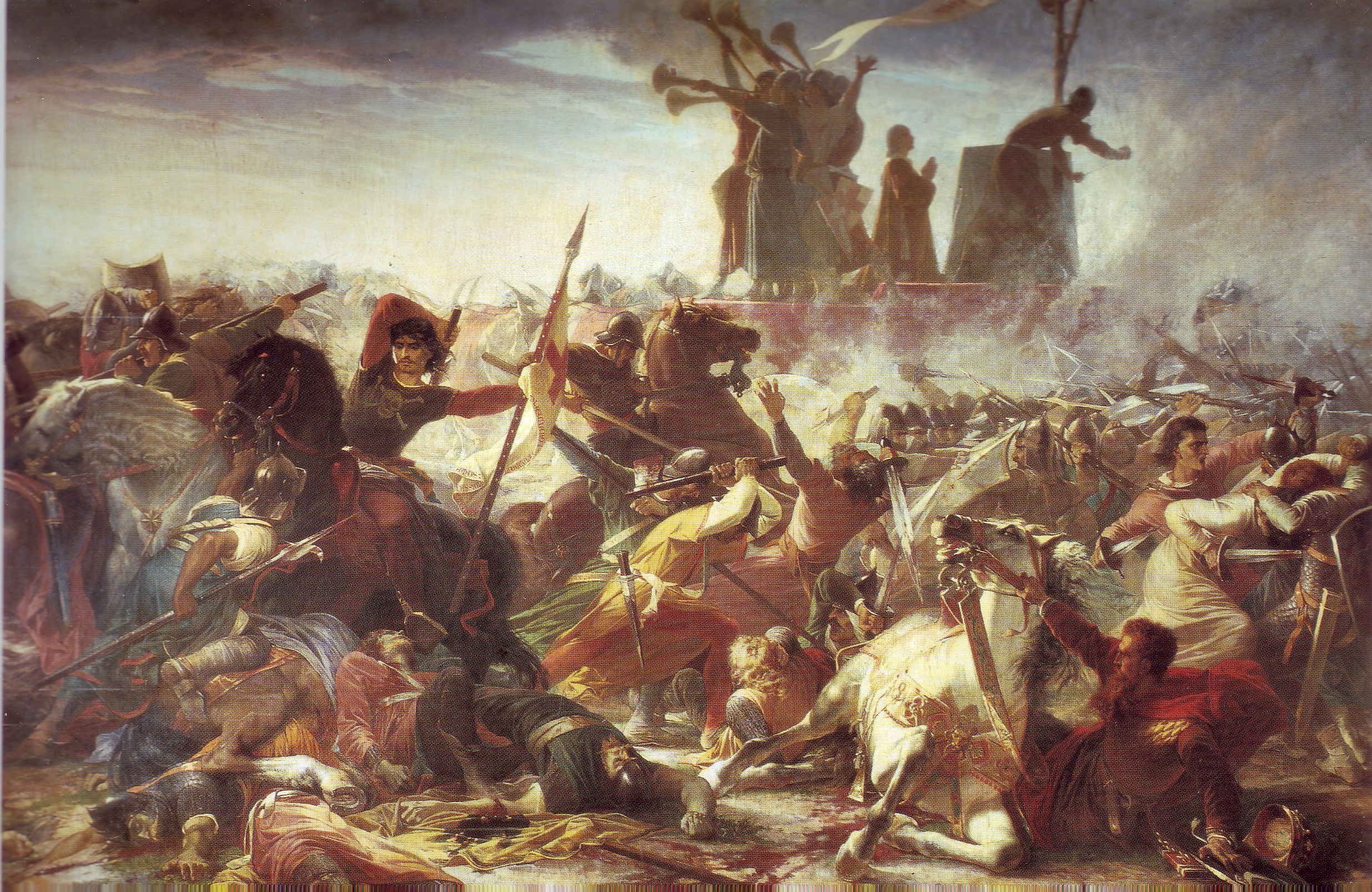
La Battaglia di Legnano di Amos Cassioli (1860), dipinto conservato presso la Galleria d'arte moderna di Palazzo Pitti a Firenze

La passerella pedonale che a Legnano scalvava la ferrovia e che era nota popolarmente come bilòria

Il nome della contrada deriva da una visita effettuata nel 1444 da san Bernardino da Siena al convento di Sant'Angelo, monastero legnanese demolito nel 1967. In seguito a questa visita, il nome del santo fu dato ad una cascina e ad un'antica chiesa-oratorio non più esistente. A san Bernardino fu poi intitolata anche la moderna e omonima chiesetta, che sorse sulle vestigia della già citata chiesa-oratorio.
Il territorio della contrada è il luogo dove potrebbero essere avvenuti i primi scontri della battaglia di Legnano. Alcuni studiosi ipotizzano infatti che il primo contatto tra le truppe della Lega Lombarda e quelle dell'imperatore Federico Barbarossa si sia verificato tra Legnano e Borsano. Quindi, per quanto riguarda la città del Carroccio, le prime fasi della battaglia potrebbero essere avvenute sui territori appartenenti alla contrada Flora e al rione Ponzella, che è invece compreso all'interno della contrada di San Bernardino: Borsano è infatti situato a nord-ovest di Legnano.
L'ipotesi che va per la maggiore tra gli studiosi sostiene invece che il primo contatto tra gli eserciti sia avvenuto tra Borsano e Busto Arsizio: secondo questa ipotesi, gli scontri si sarebbero spostati a Legnano per la celebre difesa del Carroccio solo in seguito.
Secondo una leggenda raccontata da Galvano Fiamma, le tre colombe che sarebbero uscite dalle sepolture dei santi Sisinnio, Martirio e Alessandro durante la battaglia di Legnano, dopo essersi appoggiate sul Carroccio e aver causato la fuga di Federico Barbarossa, si sarebbero riparate impaurite dal fragore dello scontro in una zona boscosa di San Bernardino.
Gli abitanti di San Bernardino sono conosciuti come "quelli al di là del ponte", detto popolare che fa riferimento al ponte della ferrovia che attraversa Legnano: da questo epiteto è derivato il motto della contrada, "Pons gloriae virtutem ligat" (in italiano, "il ponte lega la virtù alla gloria"). Fino al 1939 era presente una passerella pedonale che scalvava la ferrovia e che era nota popolarmente in dialetto legnanese come bilòria, termine privo di un'etimologia precisa. Venne costruita alla fine del XIX secolo.

## La contrada soppressa della Ponzella
Il suo territorio include la contrada soppressa della Ponzella e di Mazzafame, che fu inglobata da San Bernardino e da La Flora nel 1936 perché i quartieri a cui faceva riferimento non erano molto abitati e quindi avevano difficoltà a sostenere economicamente la partecipazione al Palio.

## La chiesa di riferimento

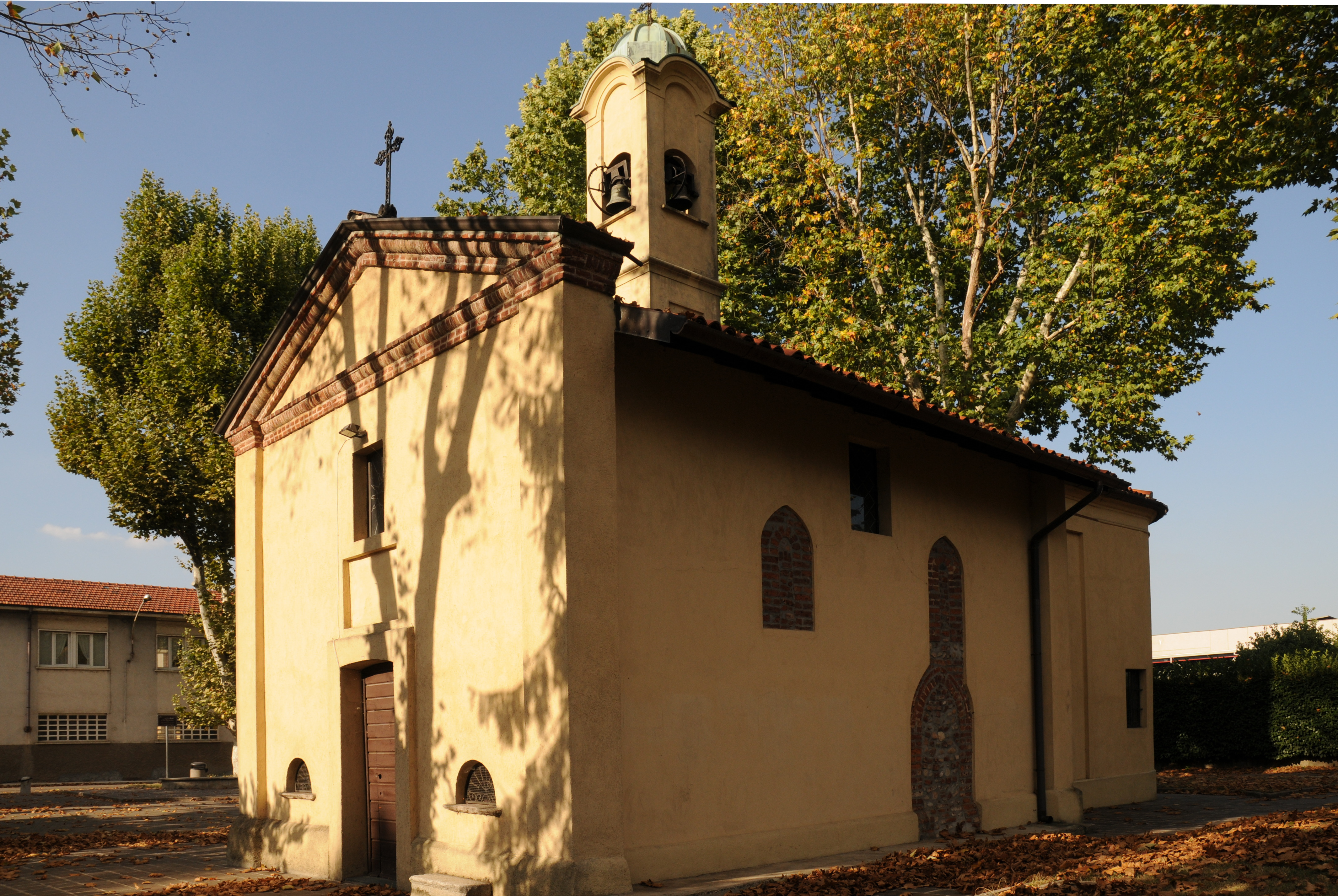
La chiesa di San Bernardino

La chiesa di riferimento della contrada è quella di San Bernardino; consacrata nel XVII secolo, è stata costruita su proposta di Carlo Borromeo sulle rovine dell'omonima chiesa oratorio menzionata in precedenza. Le prime tracce documentate in cui viene citata l'attuale chiesa risalgono al 1650. Durante i secoli l'edificio religioso si è arricchito di molte opere artistiche, tra cui un prezioso affresco del Cerano.
In occasione della vittoria della contrada nella corsa ippica, la copia della croce di Ariberto da Intimiano viene solennemente traslata nella chiesa di riferimento del rione vincitore e qui conservata per un anno: questo ambito simbolo di vittoria è custodito nella chiesa fino all'edizione successiva del palio.
La contrada comprende altre tre chiese: quella di San Giovanni, la chiesa di San Paolo e quella della Ponzella, che è dedicata a santa Maria Maddalena. Consacrata nel 1728, fu costruita per donare al rione Ponzella un edificio religioso in seguito al legato di Carlo Francesco Fassi. Nel 1779 la chiesa della Ponzella diventò oratorio di Gesù Cristo; il campanile fu ricostruito nel 1930.

## Il maniero

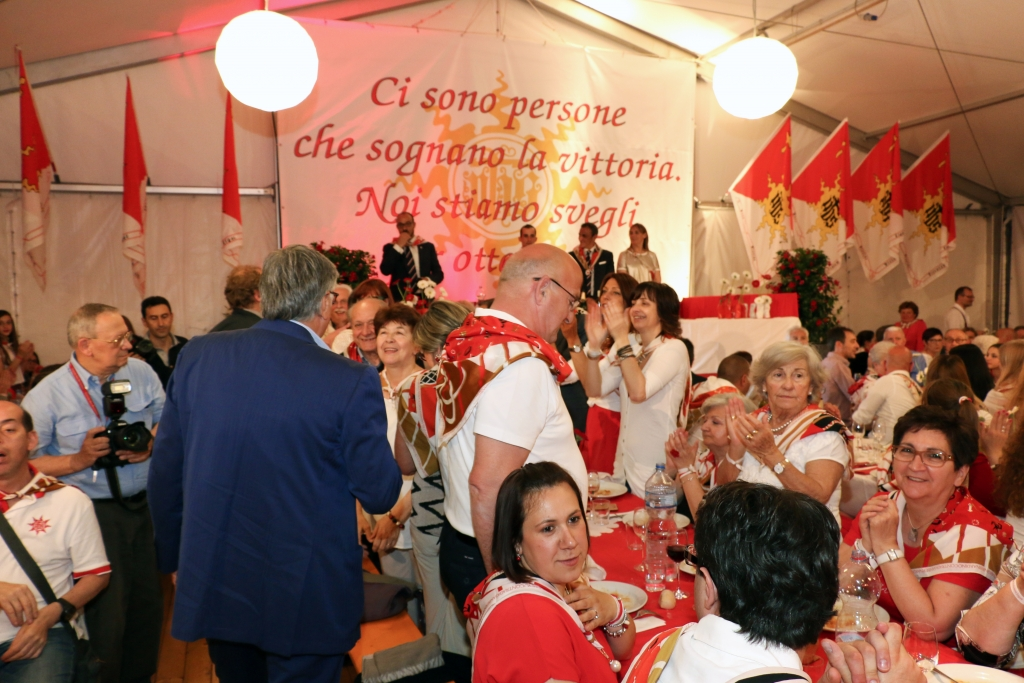
Cena propiziatoria della contrada San Bernardino per il palio di Legnano 2015

Nel corso della storia la contrada ha cambiato diversi manieri. In origine la sede ha trovato perlopiù ospitalità in locali di proprietà dei capitani che si sono succeduti negli anni e di alcuni contradaioli. 

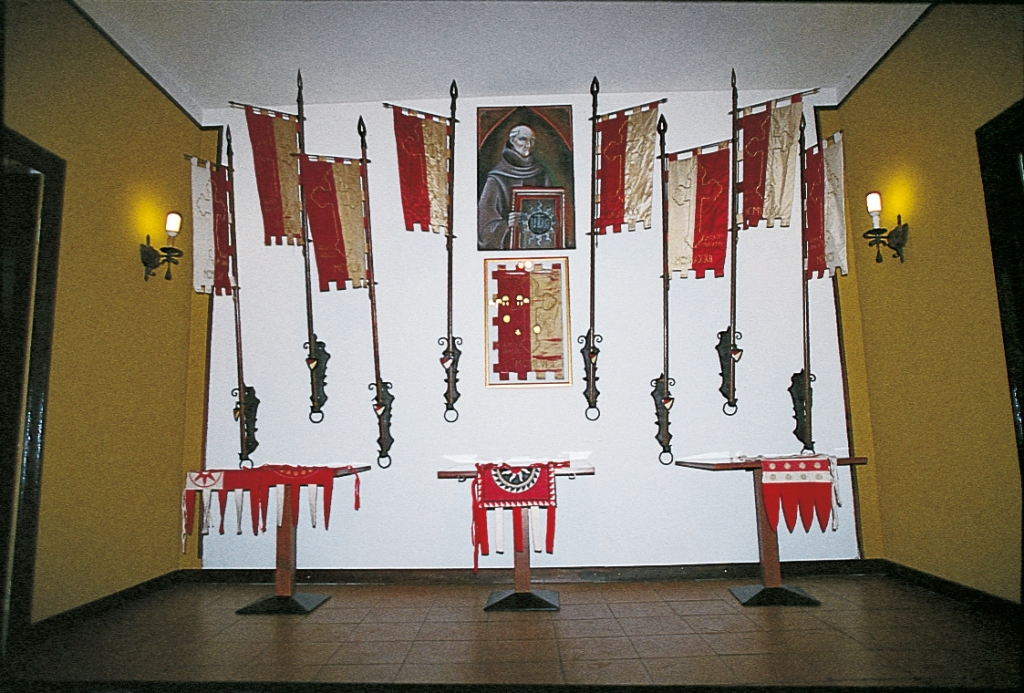
Interno del maniero della contrada San Bernardino. Intorno all'effige di san Bernardino, sono collocate le bande delle vittorie

Negli anni sessanta la sede fu trasferita in un locale del "Circolo fratellanza e pace". Questa sede fu ampliata a più riprese: inizialmente all'unico locale si aggiunsero altre due stanze e poi, nel 1969, la sala d'armi. In occasione di questo ultimo ampliamento, venne cambiato anche l'arredo, che da spartano diventò di pregio, con mobili che richiamavano lo stile medievale anche grazie all'utilizzo di parti di arredi d'epoca. Questa sede fu il primo maniero – nel senso moderno del termine – di una contrada di Legnano. Tali erano la sua importanza e la sua peculiarità, che sue foto vennero stampate per anni sugli opuscoli e sui pieghevoli del palio.
Nel 1977 la contrada si trasferì in un nuovo maniero, questa volta in via Fiume, in alcuni locali a pian terreno messi a disposizione da Marisa Marcati. Negli anni ottanta questo maniero venne ristrutturato e ampliato con l'utilizzo anche del piano superiore. Il maniero di via Fiume fu poi acquistato dalla contrada nel 1997. La sala d'armi era arricchita da alcuni ferri battuti realizzati un contradaiolo e da diverse opere pittoriche che abbellivano le pareti, anch'esse frutto del lavoro di contradaioli. Il maniero di via Fiume comprendeva anche una cucina in grado di consentire la preparazione di un pasto per cento ospiti. Nel 2010 la contrada si è trasferita nuovamente, questa volta in via Somalia. Il maniero di via Somalia, anch'esso di proprietà della contrada, è stato ricavato da alcuni locali un tempo occupati da una tessitura.

## I colori ed il gonfalone

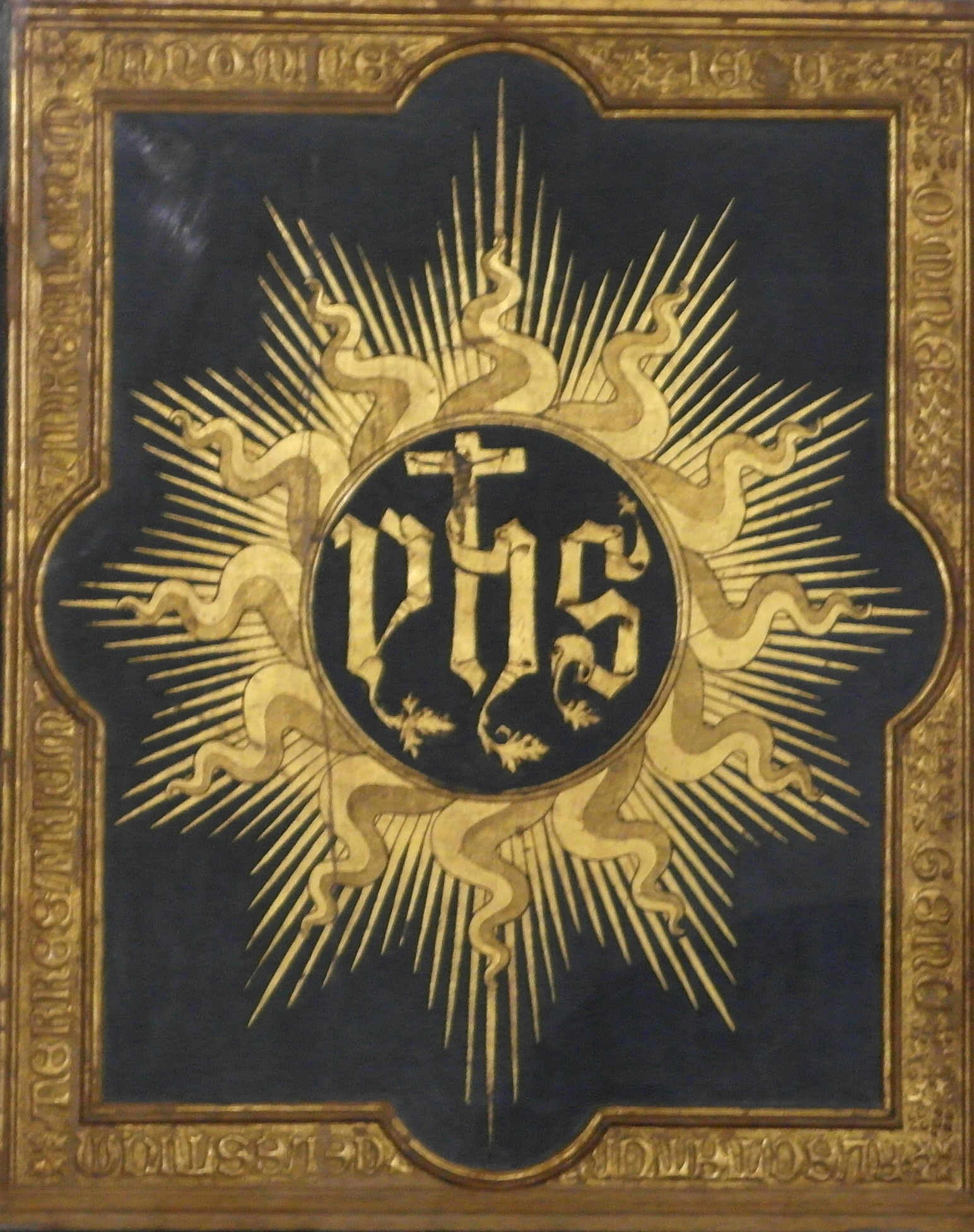
Reliquia originale del Trigramma di Cristo appartenuto a San Bernardino da Siena, che è conservata presso la Chiesa di San Francesco di Prato

Sono due le leggende che spiegano i colori della contrada. La prima narra di un capitano d'armi che voleva condannare a morte una ragazza per aver respinto il suo amore. Tale capitano avrebbe graziato la giovane solo se le campane della chiesetta di San Bernardino avessero risuonato senza l'intervento umano. Subito dopo il primo fendente vibrato dall'aggressore, le campane iniziarono a suonare da sole e ciò calamitò l'attenzione di alcuni cavalieri di passaggio, che intervennero traendo in salvo la fanciulla.
La seconda leggenda racconta invece di un'aggressione patita da una fanciulla nelle campagne della contrada da parte di un orso. Alla sua richiesta d'aiuto, gli abitanti fecero suonare le campane della chiesa di San Bernardino. Il loro suono fu udito da alcuni cavalieri di passaggio, che salvarono la giovane.
In entrambe le leggende le tuniche delle ragazze sporcate dal sangue divennero la bandiera della contrada, dove il bianco dell'abito indica la purezza della fanciulla, mentre il rosso del sangue la sua regalità d'animo. La contrada ripropone nel suo gonfalone, oltre ai colori bianco e rosso, il riferimento ad un sole radiante ad otto punte e ad un trigramma a caratteri gotici riportante la scritta Nbs (sigla latina che corrisponde a "Noster Bernardinus Sanctus"; in italiano è tradotto come "Bernardino nostro santo"). Questo stemma è collegato alla tavoletta che san Bernardino presentava ai credenti dopo le sue omelie.

## Albo d'oro delle reggenze
L'albo d'oro delle reggenze della contrada San Bernardino è:
| Anno | Capitano               | Castellana                 | Gran priore                            | Scudiero              |
| --- | ---------------------- | -------------------------- | -------------------------------------- | --------------------- |
| 1935 | Giovanni Viespoli      | Anna Bombaglio             | -                                      | -                     |
| 1936 | Giulio Mussi           | Anna Bombaglio             | -                                      | -                     |
| 1937 | Giuseppe Biscardini    | -                          | -                                      | -                     |
| 1938 | P. Sola                | -                          | -                                      | -                     |
| 1939 | Ennio Buttini          | -                          | -                                      | -                     |
| Dal 1940 al 1951 tutte le attività relative al palio di Legnano sono state sospese a causa delle vicende belliche legate alla seconda guerra mondiale |                        |                            |                                        |                       |
| 1952 | Ennio Buttini          | Maria Adele Mussi          | -                                      | -                     |
| 1953 | Ennio Buttini          | Maria Adele Mussi          | -                                      | -                     |
| 1954 | Ennio Buttini          | Giovanna Mussi             | -                                      | -                     |
| 1955 | Ennio Buttini          | Mariuccia Dell'Acqua       | -                                      | -                     |
| 1956 | Luciano Frasisti       | Mariuccia Dell'Acqua       | -                                      | -                     |
| 1957 | Ubaldo Rovelli         | Luciana Coglio             | -                                      | -                     |
| 1958 | Ubaldo Rovelli         | Luciana Coglio             | -                                      | -                     |
| 1959 | Eugenio Mussi          | Luciana Coglio             | -                                      | -                     |
| 1960 | Eugenio Mussi          | Luciana Coglio             | -                                      | -                     |
| 1961 | Luigi Bertolini        | Linuccia Cartabia          | -                                      | -                     |
| 1962 | Luigi Bertolini        | Linuccia Cartabia          | -                                      | -                     |
| 1963 | Luigi Bertolini        | Dolores Patritti           | -                                      | -                     |
| 1964 | Luigi Bertolini        | Luciana Coglio             | -                                      | -                     |
| 1965 | Remo Speroni           | Anna Landone               | -                                      | -                     |
| 1966 | Remo Speroni           | Ada Peroni                 | -                                      | -                     |
| 1967 | Arnaldo Cozzi          | Sara Rovelli               | -                                      | -                     |
| 1968 | Arnaldo Cozzi          | Marinella Calini           | -                                      | -                     |
| 1969 | Pierantonio Galimberti | Nicoletta Barbaglia        | -                                      | -                     |
| 1970 | Pierantonio Galimberti | Serenella Viespoli         | -                                      | -                     |
| 1971 | Pierantonio Galimberti | Serenella Viespoli         | Arnaldo Cozzi                          | -                     |
| 1972 | Pierantonio Galimberti | Gabriella Mantegazza       | Eugenio Mussi                          | -                     |
| 1973 | Pierantonio Galimberti | Daniela Marcati            | Eugenio Mussi                          | -                     |
| 1974 | Pierantonio Galimberti | Daniela Marcati            | Eugenio Mussi                          | -                     |
| 1975 | Pierantonio Galimberti | Mara Rovelli               | Angelo Luraghi                         | -                     |
| 1976 | Pierantonio Galimberti | Mara Rovelli               | Angelo Luraghi                         | -                     |
| 1977 | Pierantonio Galimberti | Mara Rovelli               | Angelo Luraghi                         | -                     |
| 1978 | Fiorenzo Marcati       | Clara Marcati              | Angelo Luraghi                         | -                     |
| 1979 | Fiorenzo Marcati       | Clara Marcati              | Giuseppe Prandi                        | -                     |
| 1980 | Fiorenzo Marcati       | Clara Marcati              | Giuseppe Prandi                        | -                     |
| 1981 | Camillo Della Ricca    | Ileana Caldiroli           | Giuseppe Prandi                        | -                     |
| 1982 | Camillo Della Ricca    | Ileana Caldiroli           | Felice Pastori                         | -                     |
| 1983 | Camillo Della Ricca    | Tiziana Citterio           | Felice Pastori                         | -                     |
| 1984 | Camillo Della Ricca    | Tiziana Citterio           | Felice Pastori                         | -                     |
| 1985 | Camillo Della Ricca    | Tiziana Citterio           | Felice Pastori                         | -                     |
| 1986 | Marco Ciapparelli      | Daniela Colombo            | Felice Pastori                         | -                     |
| 1987 | Ciapparelli Marco      | olombo Daniela             | Felice Pastori                         | -                     |
| 1988 | Ciapparelli Marco      | Colombo Daniela            | Felice Pastori                         | -                     |
| 1989 | Tiziano Mattuzzi       | Liliana Mattuzzi           | Felice Pastori                         | -                     |
| 1990 | Tiziano Mattuzzi       | Liliana Mattuzzi           | Felice Pastori                         | -                     |
| 1991 | Flavio Lepri           | Liliana Mattuzzi           | Felice Pastori                         | -                     |
| 1992 | Bruno Olgiati          | Simona Prandi              | Felice Pastori                         | -                     |
| 1993 | Bruno Olgiati          | Simona Prandi              | Felice Pastori                         | -                     |
| 1994 | Bruno Olgiati          | Giorgia Galimberti         | Roberto Citterio                       | -                     |
| 1995 | Bruno Olgiati          | Daniela Leva               | Felice Pastori                         | -                     |
| 1996 | Tiziano Biaggi         | Antonella Guidoni Pisoni   | Giuseppe Ricchiuti                     | -                     |
| 1997 | Tiziano Biaggi         | Antonella Guidoni Pisoni   | Giuseppe Ricchiuti                     | -                     |
| 1998 | Tiziano Biaggi         | Marta Galimberti           | Luciano Cassina                        | Maurilio Feré         |
| 1999 | Tiziano Biaggi         | Marta Galimberti           | Luciano Cassina                        | Maurilio Feré         |
| 2000 | Bruno Olgiati          | Verusca Bernasconi         | Luciano Cassina                        | Lucio Ballarino       |
| 2001 | Riccardo Ciapparelli   | Barbara Carolo Moroni      | Luciano Cassina                        | Lucio Ballarino       |
| 2002 | Riccardo Ciapparelli   | Barbara Carolo Moroni      | Luciano Cassina                        | Lucio Ballarino       |
| 2003 | Riccardo Ciapparelli   | Elisa Girardi              | Luciano Cassina                        | Lucio Bonini          |
| 2004 | Riccardo Ciapparelli   | Cristina Panni Battistella | Massimo Locarno                        | Donato Lattuada       |
| 2005 | Alessandro Moroni      | Annalisa Casero            | Luca Bonini                            | Claudio Fabiano       |
| 2006 | Alessandro Moroni      | Annalisa Casero            | Luca Bonini                            | Claudio Fabiano       |
| 2007 | Alessandro Moroni      | Valentina Schirato         | Luca Bonini                            | Alessandro Carugo     |
| 2008 | Alessandro Moroni      | Nadia Cagnin               | Luca Bonini                            | Alessandro Carugo     |
| 2009 | Lucio Ballarino        | Nadia Cagnin               | Luca Bonini                            | Guerriero Rocco       |
| 2010 | Lucio Ballarino        | Michela Miramondi          | Gianluigi Dell'Acqua                   | Luca Della Vedova     |
| 2011 | Lucio Ballarino        | Barbara Della Ricca        | Gianluigi Dell'Acqua                   | Luca Della Vedova     |
| 2012 | Lucio Ballarino        | Barbara Della Ricca        | Gianluigi Dell'Acqua, poi Roberto Riva | Stefano Monici        |
| 2013 | Luca Bosatta           | Sara Caccia                | Roberto Riva                           | Stefano Monici        |
| 2014 | Luca Bosatta           | Sara Caccia                | Luca Bonini                            | Mauro Monti           |
| 2015 | Luca Bosatta           | Sara Caccia                | Luca Bonini                            | Giordano Aventaggiato |
| 2016 | Ivan Ferioli           | Chiara Bosetti             | Carla Marinoni                         | Morris Biagi          |
| 2017 | Stefano Monici         | Paola Raimondi             | Mauro Citterio                         | Mario Barlocco        |
| 2018 | Doriano Sciocco        | Silvia Banfi               | Felice Pastori                         | Davide Gorletti       |
| 2019 | Doriano Sciocco        | Silvia Banfi               | Alessandro Moroni                      | Riccardo Colombo      |
| 2020 | Ermenegildo Lilli      | Silvia Banfi               | Alessandro Moroni                      | Riccardo Colombo      |
| 2021 | Ermenegildo Lilli      | Silvia Banfi               | Alessandro Moroni                      | Riccardo Colombo      |
| 2022 | Ermenegildo Lilli      | Silvia Banfi               | Alessandro Moroni                      | Riccardo Colombo      |
| 2023 | Ermenegildo Lilli      | Ilaria Bortignon           | Alessandro Moroni                      | Domenico Gumin        |
| 2024 | Domenico Gumina        | Ilaria Bortignon           | Andrea Franco Colombo                  | Marco Mariano         |

Nota: in grassetto le reggenze che hanno retto la contrada in occasione delle vittorie al palio.

## Contrade avversarie
- San Magno[1].

## La contrada ed il palio
La contrada San Bernardino ha conquistato 9 vittorie al palio: 1956, 1959, 1961, 1978, 1980, 1982, 1985, 1995 e 2007.
| N° vittoria | Anno | Capitano            | Fantino                          | Cavallo      |
| ----------- | ---- | ------------------- | -------------------------------- | ------------ |
| 1           | 1956 | Luciano Frasisti    | Rosario Pecoraro detto Tristezza | Incantatella |
| 2           | 1959 | Eugenio Mussi       | Dino Pieraccini detto Bubbolino  | Ultipat      |
| 3           | 1961 | Luigi Bertolini     | Dino Pieraccini detto Bubbolino  | Blue Baker   |
| 4           | 1978 | Fiorenzo Marcati    | Leonardo Viti detto Canapino     | Faberina     |
| 5           | 1980 | Fiorenzo Marcati    | Leonardo Viti detto Canapino     | Valsandro    |
| 6           | 1982 | Camillo Della Ricca | Leonardo Viti detto Canapino     | Valsandro    |
| 7           | 1985 | Camillo Della Ricca | Leonardo Viti detto Canapino     | Sir Brunetto |
| 8           | 1995 | Bruno Olgiati       | Antonello Casula detto Moretto   | Tulipan      |
| 9           | 2007 | Alessandro Moroni   | Giuseppe Zedde detto Gingillo    | Domizia      |

La finale del 1981 è stata corsa due volte a causa dell'arrivo in perfetta parità di San Domenico e San Bernardino, tanto che non si riuscì a stabilire il vincitore nemmeno al fotofinish. Si corse quindi un'ulteriore finale ridotta a queste sole due contrade, in cui vinse San Domenico. La contrada ha anche vinto un'edizione della provaccia (1991) senza mai riuscire a realizzare il "cappotto".

### Esplicative
1. ↑  In italiano: "il ponte lega la virtù alla gloria".
2. ↑  I "manieri" sono le sedi delle contrade di Legnano.

### Bibliografiche
1. 1 2   Il Palio di Legnano entra nel vivo: le rivalità, su ilgiorno.it. URL consultato il 13 maggio 2016.
2. ↑  D'Ilario, 2000, p. 4.
3. ↑   Amos Cassoli, La battaglia di Legnano, 1860, su musica.san.beniculturali.it. URL consultato il 14 aprile 2016 (archiviato dall'url originale il 4 giugno 2016).
4. 1 2   Eretta a ricordo di una visita a Legnano di S.Bernardino la chiesa a lui dedicata, su legnano.org. URL consultato il 4 aprile 2014 (archiviato dall'url originale il 28 maggio 2007).
5. ↑   La chiesa dei Santi Martiri e i legami ideali con la battaglia di Legnano, su legnano.org. URL consultato il 31 ottobre 2014 (archiviato dall'url originale il 15 marzo 2007).
6. ↑  D'Ilario, 1984, p. 26.
7. ↑   Contrada La Flora, su collegiodeicapitani.it. URL consultato il 4 aprile 2014.
8. ↑  D'Ilario, 1976, p. 80.
9. ↑  Autori vari, p. 179.
10. ↑  Vecchio, p. 157.
11. ↑   Funzionano i due ascensori del sottopasso ciclopedonale della stazione, su legnanonews.com. URL consultato il 7 agosto 2017.
12. ↑  Autori vari, p. 126.
13. ↑   Regolamento generale del Palio di Legnano (PDF), su paliodilegnano.it. URL consultato il 4 aprile 2014 (archiviato dall'url originale il 24 settembre 2015).
14. ↑  D'Ilario, 2000, p. 8.
15. 1 2 3 4 5 6 7 8  Autori vari, p. 212.
16. ↑  Autori vari, pp. 212-213.
17. 1 2 3 4 5  Autori vari, p. 213.
18. ↑   Una cena "tricolore" nel maniero di via Fiume, su legnanonews.com. URL consultato il 30 maggio 2016.
19. ↑   Cena di Carnevale, su paliodilegnano.it. URL consultato il 30 maggio 2016.
20. ↑   Il Maniero, su contradasanbernardino.com. URL consultato il 30 maggio 2016 (archiviato dall'url originale il 9 aprile 2014).
21. 1 2   Contrada San Bernardino, su collegiodeicapitani.it. URL consultato il 4 aprile 2014.
22. ↑   Contrada San Bernardino - La storia, su contradasanbernardino.com. URL consultato il 4 aprile 2014 (archiviato dall'url originale il 7 aprile 2014).
23. ↑   Albo delle reggenze della contrada San Bernardino (PDF), su paliodilegnano.it. URL consultato il 5 agosto 2017.
24. ↑   L'albo d'oro del Palio di Legnano, su contradalegnarello.it. URL consultato il 4 aprile 2014.
25. 1 2   L'albo d'oro del Palio di Legnano, su contradalegnarello.it. URL consultato il 4 aprile 2014.
26. ↑   La Provaccia, su contradalegnarello.it. URL consultato il 29 maggio 2017.